# Tass

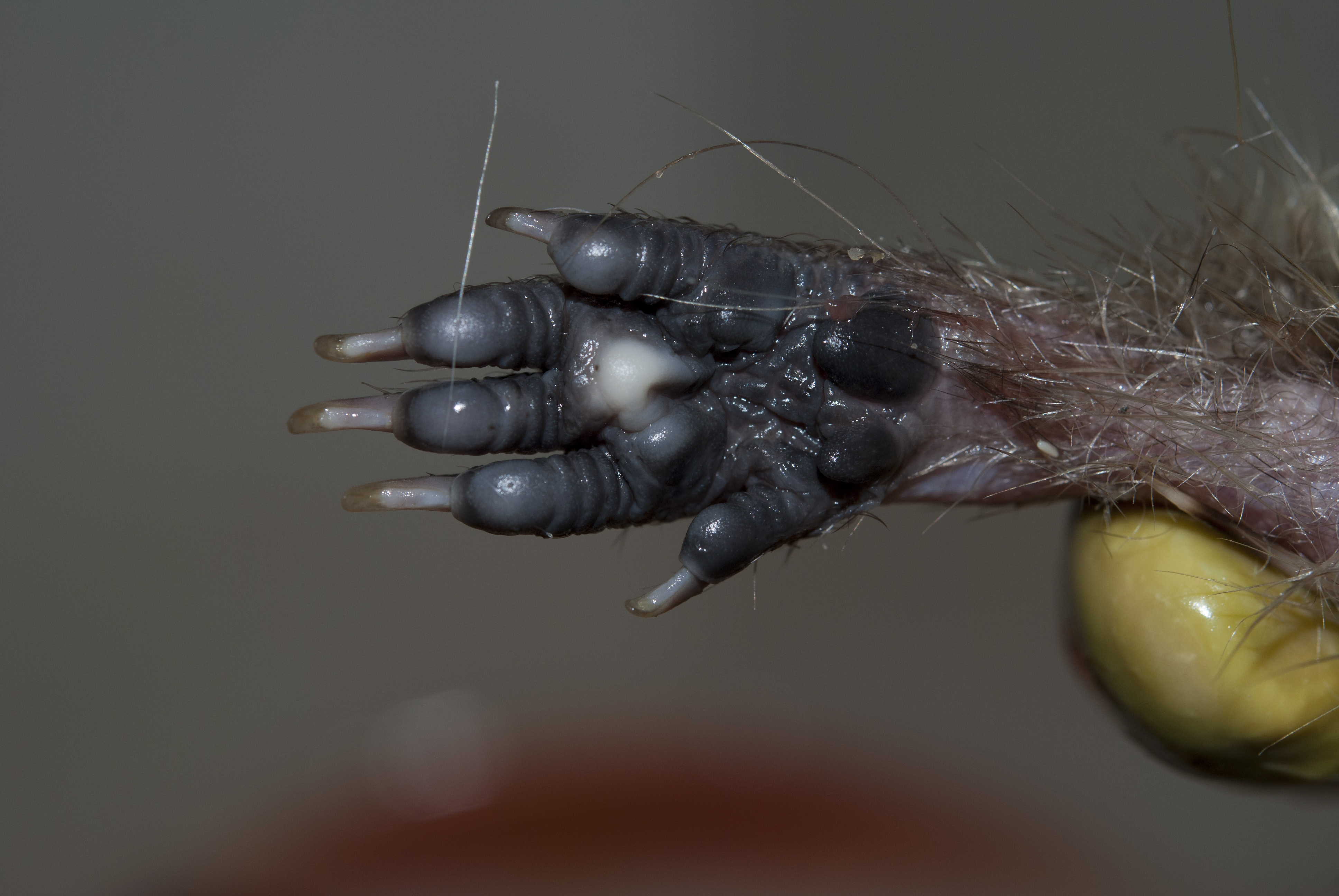
Tass (undersida) på en igelkott.

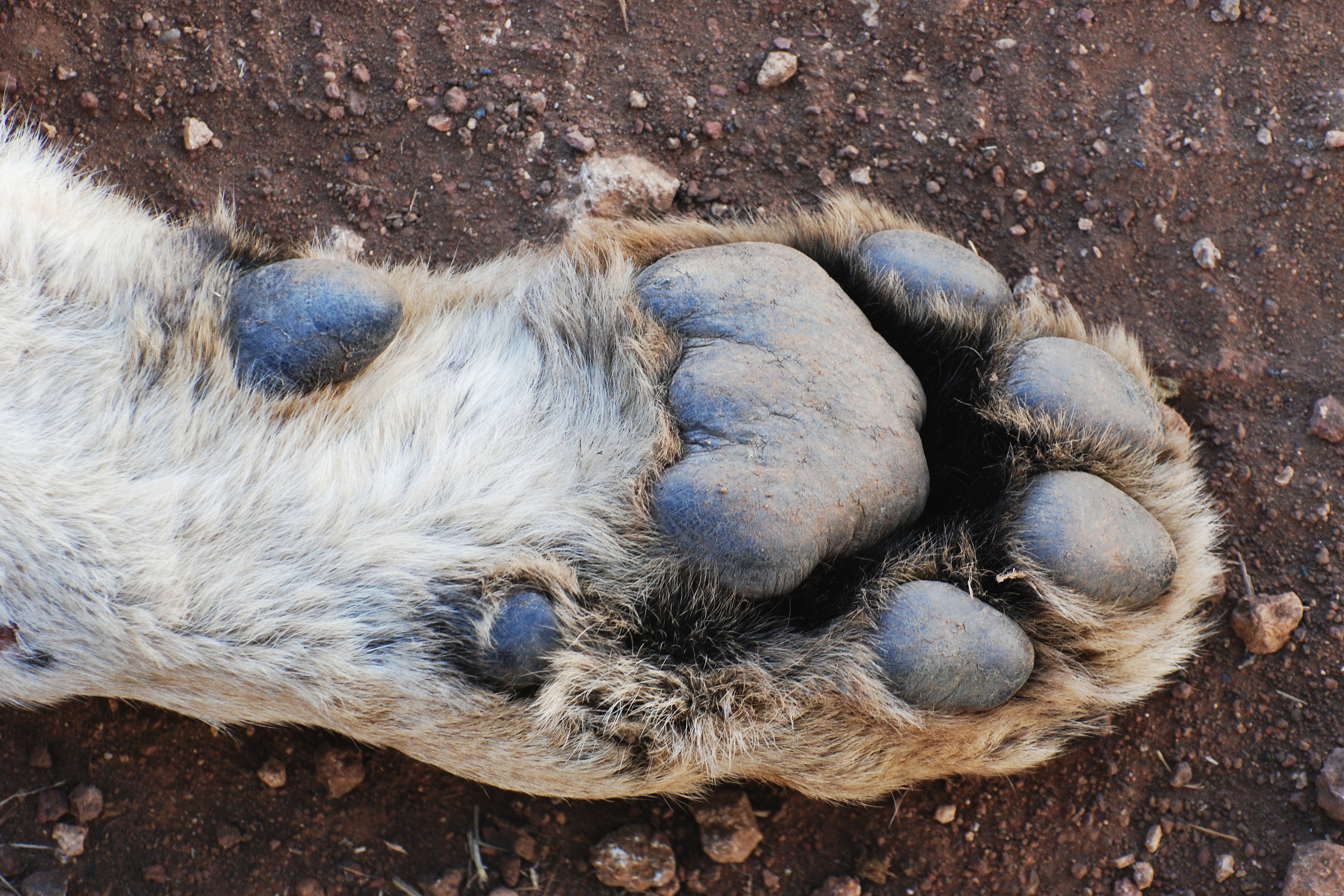
Tass (undersida) på ett lejon.

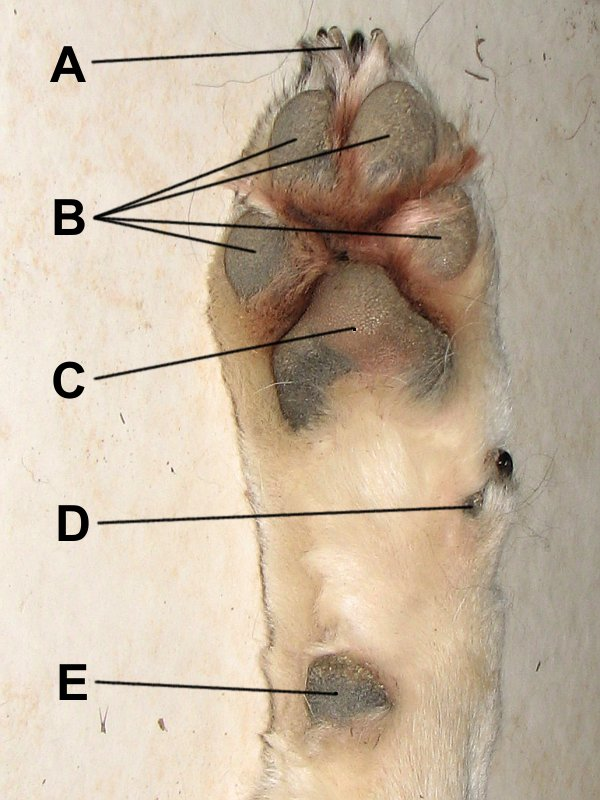
Höger framtass på en hund med A) klo, B) tåtrampdynor, C) metacarpal trampdyna, D) sporre, E) carpal trampdyna.

En tass är den mjuka foten hos vissa däggdjur, i allmänhet fyrfota, som har klor eller naglar. En hårdare fot kallas hov eller klöv.
Ordet kan även avse takskägget på en byggnad.